# Songbird (Oasis)
Songbird è un singolo del gruppo musicale britannico Oasis, pubblicato il 3 febbraio 2003 come quarto estratto dal quinto album in studio Heathen Chemistry.

## Descrizione
Primo singolo degli Oasis non composto da Noel Gallagher, ma dal fratello Liam, già autore di Little James in Standing on the Shoulder of Giants due anni prima, fu scritta da questi per la fidanzata Nicole Appleton già tre anni prima della sua pubblicazione ufficiale.
L'accoglienza della critica fu subito molto positiva, anche in Italia, dove il singolo risultò tra i più venduti del 2003.
La canzone è inclusa anche nel greatest hits del gruppo Stop the Clocks del 2006.

## Video musicale
Il videoclip è ambientato a Hyde Park, uno dei parchi al centro di Londra, con Liam che suona la canzone con una chitarra, una Gibson Hummingbird, seduto sotto un enorme albero spoglio di foglie. In alcune scene si vede Liam passeggiare nei dintorni del parco.
Liam ha affermato che il video prende ispirazione dalla genesi della canzone. Gli Oasis erano in Francia, agli Olympic Studios, per le registrazioni dell'album Standing on the Shouder of Giants, quando Liam non sentendosi bene decise di andare a prendere una boccata d'aria per qualche secondo. Gli studi di registrazione erano dentro una maestosa villa, situata in mezzo ad un parco comunale. Fu qui che Liam in qualche minuto scarso scrisse il brano, stando seduto sotto un albero. La canzone alla fine non verrà inserita nell'album, perché le registrazioni ormai erano quasi finite, ma bisognerà aspettare quello successivo.
(Liam Gallagher)

## Cover
Chris Martin, frontman dei Coldplay, ha dichiarato in più occasioni il proprio apprezzamento per Songbird, definendola "una delle più belle canzoni d'amore mai scritte" e "tanto bella da commuoverlo". Anche per questo motivo i Coldplay hanno più volte reinterpretato la canzone durante i loro concerti.

## Tracce
CD RKIDSCD 27
1. Songbird – 2:08
2. (You've Got) The Heart Of A Star – 5:22
3. Columbia (Live) – 4:48

7" RKID 27
1. Songbird – 2:08
2. (You've Got) The Heart Of A Star – 5:22

12" RKID 27T
1. Songbird – 2:08
2. (You've Got) The Heart Of A Star – 5:22
3. Columbia (Live) – 4:48

- "Columbia" è stata registrata a Barrowlands, Glasgow, il 13 ottobre 2001.

DVD RKIDSDVD 27
1. Songbird – 2:07
2. Songbird (demo) – 2:48
3. Intervista esclusiva e materiale live – 13:48

Edizione giapponese del CD
1. Songbird
2. Songbird (demo)
3. Columbia (Live)